# Michel Rat
Michel Rat, (nacido el 16 de marzo de 1937 en  Auvers-sur-Oise, Francia) es un exjugador de baloncesto francés. Fue medalla de bronce con Francia en el Eurobasket de Turquía 1959.